# Son of the South
Son of the South és una pel·lícula de drama històric biogràfic estatunidenca del 2020, escrita i dirigida per Barry Alexander Brown. Basada en l'autobiografia de Bob Zellner, The Wrong Side of Murder Creek: A White Southerner in the Freedom Movement, és protagonitzada per Lucas Till, Lex Scott Davis, Lucy Hale, Jake Abel, Shamier Anderson, Julia Ormond, Cedric the Entertainer i Brian Dennehy. en el seu darrer paper cinematogràfic. Spike Lee és productor executiu. S'ha doblat i subtitulat al català.
Es va exhibir per primer cop a l'American Black Film Festival el 26 d'agost de 2020. Es va estrenar el 5 de febrer de 2021 a càrrec de Clear Horizon Entertainment i Vertical Entertainment.